# Mercadotecnia para los jóvenes
Marketing para jóvenes es un término utilizado en la industria de la marketing y la publicidad para describir actividades que se comunican con jóvenes, especialmente en un rango de edad de entre los 13 y 35 años de edad. 
La mercadotecnia en jóvenes es bastante criticada por el poder que emana para que adquieran un producto o servicio. Además, jóvenes y adultos jóvenes constantemente establecen tendencias que han sido aplicados a otros grupos de personas. Estudios realizados demuestran que la publicidad para jóvenes los incita a tener comportamientos no sanos y es muy difícil protegerlos de los vendedores en el medio social y en internet. 

## Llegar al mercado
Ahora bien, visto por los adolescentes y adultos jóvenes, es una manera que los anunciantes comunes dirigidos al mercado juvenil mayor es a través de la colocación de productos. La colocación de productos se produce cuando un producto de marca aparece en un medio no necesariamente relacionado con el producto en sí. Las empresas a menudo pagan para que sus productos sean colocados en una película o en un programa de televisión. Este acto, aunque no es una forma de publicidad, busca dirigirse a los jóvenes de una manera subliminal.

Los principales medios de comunicación usados para acercarse a los jóvenes son: la televisión, anuncios en revistas y marketing en Internet. Cada vez es más común realizar compras vía internet. Otras tácticas son incluir el comercio en el ámbito de entretenimiento, en la música, en deportes, eventos, virtual, programas en escuelas e influencias de personas cercanas.
Un ejemplo de marca dirigida a jóvenes es Vans, que crece con sus técnicas de publicidad hacía los adolescentes desarrollando un negocio internacional.  
Tendencias juveniles
En otro lado de la gama juvenil se puede establecer que la definición tradicional de "juventud" no existe realmente. Los adultos entre los 20 y 34 años de edad retrasan principalmente sus responsabilidades creyendo que permanecerán más jóvenes en todos los aspectos de su vida. De los 16 a 19 años se dice que están en el periodo de descubrimiento, mientras que de los 20 a los 24 años es el periodo de experimentación. La mercadotecnia de la juventud está evolucionando rápidamente y está conectada con la evolución de los sistemas de transmisión y la calidad del contenido. Los cambios fácilmente se muestran a través de varios medios de comunicación, como los teléfonos inteligentes o en las redes sociales como Facebook, permitiendo a los jóvenes la comercialización producida en un nivel sensorial.